# レノックス社

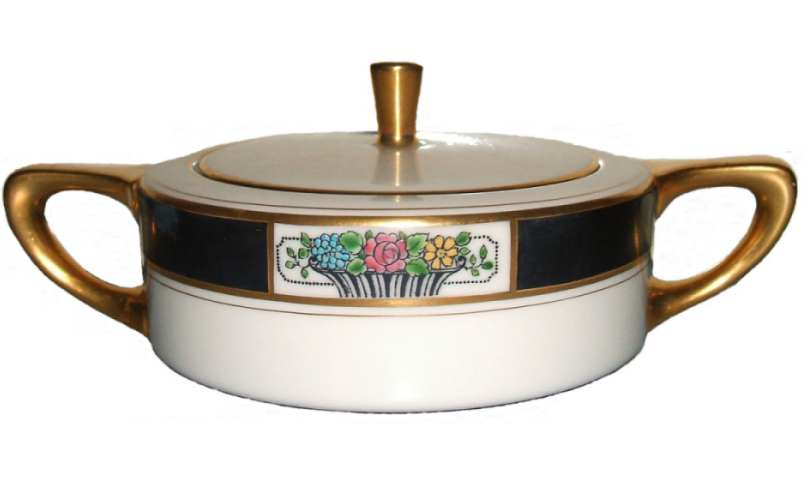
1932年のレノックス製品の例

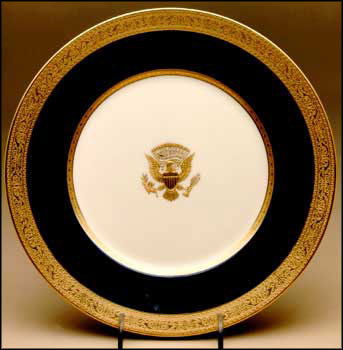
ウィルソン大統領コレクションから（1918年）

レノックス社（レノックスしゃ、英語: Lenox Corporation＝レナックス・コーポレーション）は、アメリカ合衆国ブリストル (ペンシルベニア州)に本社があるテーブルウェア（おもに陶磁器）の製造・販売会社で、Lenox、Dansk、Gorham、Reed & Barton、Oneidaなどのブランドで食器、ギフト用品、収集品を扱っている。20世紀の間中、同社は装飾品の製造だけでなく、食器の製造でも最も権威のあるアメリカのメーカーであった。
レノックス社にはホワイトハウスからいくつかの陶磁器サービスが委託されていた。2020年に、新型コロナウイルス感染症パンデミックにより同社に唯一残っていたアメリカ工場の閉鎖を余儀なくされるまでは、同社は米国で最後の重要なボーンチャイナ工場を持っていた。

## 歴史
レノックス社は、1889年にウォルター・スコット・レノックス（Walter Scott Lenox）によってニュージャージー州トレントンにレノックス・セラミック・アート会社として設立された。当初はアメリカン・アート陶器の製造を行っており、工場ではなくアート・スタジオとして組織されていた。あらゆる種類の陶磁器製品を生産していた訳ではなく、むしろユニークな芸術品を生産していて、同社には当初は従業員がわずか 18 人しかいなった。レノックスの製品は1897年に、スミソニアン博物館で初めて展示された。
その後同社は順調に発展して、様々なテーブルウェアを扱うようになり、1906年にはレノックス社に改名した。1927年にはアメリカ建築家協会の賞ももらっていて、翌年にはレノックス社の製品がフランスのセーヴル国立陶芸博物館に展示された。
1983年に、レノックス社はBrown–Forman社に吸収され、後にBrown–Forman社はDansk International DesignsおよびGorham部門（銀食器）を吸収合併した。2005年、Brown–Forman社はレノックス社をギフト用品・収集品会社のDepartment 56に売却した。
2008年、レノックス販売社は破産手続きに入り、2009年にはプライベート・イクイティー会社のClarion Capital Partnersに買収されて、レノックス社になった。
2020年、レノックスはCentre Lane Partnersに買収された。アメリカでのボーンチャイナ製造はキンストン (ノースカロライナ州)の工場で継続していたが、2020年には停止した。
2015年、1996年アトランタオリンピックのメダルなどを作った歴史ある銀食器メーカーReed & Barton社が破産手続きに入った際に、この会社を買収して傘下に入れた。
2021年、レノックス社はそれまで競争相手だったオネイダ社を吸収合併した。

## 大統領コレクション
レノックスはホワイトハウスが初めて使用を決めたボーンチャイナ製造のアメリカの会社であった。歴代大統領の名前を取って、大統領コレクション（Presidential Collection）が作られて、ウィルソン、ルーズヴェルト、トルーマン、レーガン、クリントン、ブッシュ６大統領サービスとして知られている。
こうした大統領コレクションは、ホワイトハウスだけでなく、アメリカ合衆国の300を超える大使館などにも置かれていて、メトロポリタン美術館、スミソニアン博物館の収蔵品にもなっている。

## 参照項目
- ボーンチャイナの主なブランド
- アメリカの主な陶磁器産地